# Earth Night
Die Earth Night (deutsch „Nacht der Erde“) ist eine jährlich im September stattfindende Aktion gegen die Lichtverschmutzung  und Lichtverschwendung, bei der die Menschen aufgerufen sind, ab Einbruch der Dunkelheit bzw. spätestens ab 22 Uhr für eine ganze Nacht privates wie öffentliches Kunstlicht im Freien zu reduzieren oder abzuschalten.
Das Motto der Aktion lautet „Licht aus! Für eine ganze Nacht“. Die Aktion findet immer an demjenigen Freitag statt, der möglichst nahe am September-Neumond liegt. Ins Leben gerufen wurde die Initiative im Juli 2020 von den „Paten der Nacht“ – einer in Deutschland ansässigen überparteilichen Vereinigung ehrenamtlich Engagierter aus Deutschland und Österreich, die sich für den Schutz der Nacht und die Eindämmung der Lichtverschmutzung einsetzen.

## Ziele
Ziel der Earth Night ist, auf die exzessive Nutzung von nächtlichem Kunstlicht im Freien und seine Folgen für Mensch, Umwelt und Natur aufmerksam zu machen, eine Sensibilisierung bezüglich der Folgen immer heller werdender Nächte zu erreichen und verantwortungsvolleren Umgang mit künstlichem Außenlicht in der Bevölkerung anzustoßen. Die Aktion macht also im Kern auf die Lichtverschmutzung („Lichtsmog“) aufmerksam. Neben den Folgen nächtlicher Außenbeleuchtung für Lebewesen, will die Aktion die Öffentlichkeit aber auch auf den Ausstoß von Kohlenstoffdioxid (CO2) sowie den Ressourcen- und Energieverbrauch hinweisen, den die Nutzung von Kunstlicht mit sich bringt. Die Schädlichkeit gilt ganz besonders für nachtaktive Insekten, die als Pflanzenbestäuber auch eine große wirtschaftliche Bedeutung haben und an Straßenleuchten allein in Deutschland pro Jahr bzw. Sommer in 11-stelliger Anzahl sterben. Darüber hinaus soll mit der Aktion das Erleben einer natürlich dunklen Nacht als Naturschauspiel und als etwas Naturschönes ermöglicht werden, was heutzutage durch den Einsatz von nächtlichem Kunstlicht an kaum einem Ort der Erde mehr erlebbar ist. 88 % der Landfläche Europas und über 99 % der Bevölkerung in Europa und den Vereinigten Staaten sind von der Lichtverschmutzung betroffen; ebenso mehr als 80 % der Weltbevölkerung. Damit einher geht der Verlust der natürlich dunklen Nacht, eines Natur- und Kulturguts sowie der Verlust der Sichtbarkeit der Sterne und des ungetrübten Blickes ins Universum.
Die Ausrichtung der Earth Night ist europaweit und mittelfristig weltweit.

## Entstehung
Die Earth Night entstand aus den Aktivitäten der ehrenamtlichen Initiative „Paten der Nacht“ in Deutschland, die zum Ziel hat, über die Folgen der Lichtverschmutzung öffentlich aufzuklären. Vertreter der Initiative bemängelten, dass zwar die Negativfolgen der Lichtverschmutzung auf Mensch, Umwelt und Natur durch immer mehr wissenschaftliche Arbeiten belegt seien, dies aber den meisten Menschen nicht oder nur wenig bekannt sei. Es geht nicht nur um Aufklärung über die Folgen der Lichtverschmutzung, sondern auch darum, was jeder tun kann, um die Aufhellung der Nächte einzudämmen. Um dem Problem gezielt entgegenzuwirken, wurde die Earth Night im Juli 2020 ins Leben gerufen. Die erste Earth Night fand zehn Wochen später statt und fand bereits zu dieser Premiere große Beachtung. Unter anderem äußerte sich Martin Glöckner (Geschäftsführer des Vereins „Green City“) sowie viele andere Medienformate bzw. Sendungen.

## Unterstützer
Die Initiatoren konnten vor dem Stattfinden der ersten Earth Night über 60 offizielle Unterstützer aus Deutschland und Österreich für die Aktion gewinnen.
Aus Deutschland unterstützen die Aktion unter anderem:
- Vereinigung der Sternfreunde e. V. (VdS)
- Landesbund für Vogelschutz in Bayern e. V. (LBV)
- Bund Naturschutz in Bayern
- PricewaterhouseCoopers
- Bund NRW (e. V.)
- Sektion München und Sektion Oberland des Deutschen Alpenvereins
- Max-Planck-Institut für Astronomie
- Bezirksgruppe Südbayern der Deutsche Lichttechnische Gesellschaft (LiTG)
- Alle Sternenparks (d. h. Lichtschutzgebiete)
- Zahlreiche Sternwarten
- Wissenschaftsjournalist Ranga Yogeshwar
- Dipl.-Meteorologe Sven Plöger
- Franckh-Kosmos Verlag
- Fonds Finanz Maklerservice
- Naturschutzbund Deutschland Landesverband Baden-Württemberg

Aus Österreich unterstützen die Aktion unter anderem:
- Umweltdachverband (UWD)
- Wiener Umweltanwaltschaft
- Die Umweltberatung
- Florian Freistetter

Und seit 2021 wird die Aktion auch aus der Schweiz unterstützt:
- Dark-Sky-Switzerland

## Termine
Die Earth Night findet immer freitags zu oder nahe dem Neumond im September statt und beginnt mit Einbruch der Dunkelheit, spätestens um 22 Uhr (MESZ).
Die kommenden Termine sind:
- 19. September 2025
- 11. September 2026
- 03. September 2027
- 15. September 2028
- 07. September 2029
- 27. September 2030
- 19. September 2031
- 03. September 2032

## Entwicklung

### 2020
Die erste Earth Night fand am 17. September 2020 von 22 Uhr (Ortszeit) bis zur Morgendämmerung des 18. September statt. Unter anderem beteiligte sich durch Abschalten von Lichtquellen an seinen Gebäuden bzw. Einrichtungen das Bayerische Staatsministerium für Umwelt und Verbraucherschutz. Die Landeshauptstadt München (Stadtdirektor Horst Schiller) erklärte, dass das öffentliche Anstrahlen von Gebäuden, Brunnen und Denkmälern ab 22 Uhr ausgeschaltet wird. Darüber hinaus beteiligten sich auch die Kommunen Markt Schwaben, Füssen, Ebern, Würzburg, Mühldorf am Inn, der Kreis Coesfeld, Aalen, Ampfing, Stephanskirchen und Bad Aibling. Im Besonderen sind die Gemeinden Röthlein, Bernau am Chiemsee und Aschau im Chiemgau zu nennen: Dort wurde jeweils die gesamte Straßenbeleuchtung in dieser Nacht abgeschaltet, wobei besondere Gefahrenstellen mit Absperrbaken und Signalleuchten kenntlich gemacht wurden.
Darüber hinaus hat die Allianz SE an den Gebäuden aller ihrer zwölf Standorte das Licht abgeschaltet. Gleichgetan haben es ihr unter anderem die Versicherungsgesellschaften Nürnberger Versicherung, Münchener Verein, Barmenia, Basler Versicherungen, LV 1871, Volkswohl Bund, Hannoversche Kassen sowie Pangae Life. Dies wurde erreicht mit besonderer Unterstützung der Firma Fonds Finanz Maklerservice, die die Abschaltung auch in Form eines Videos zur Earth Night dokumentieren ließ.
In den Medien wurde bezüglich der ersten Earth Night in zahlreichen Sendungen vorinformiert und berichtet sowie auch nachberichtet.

### 2021
Die zweite Earth Night fand am 7. September 2021 ab 22 Uhr statt. Die Liste der Unterstützer wuchs auf 84 an. Unter anderem unterstützen die Meteorologin und Fernsehmoderatorin Michaela Koschak, der Fernsehmoderator „Checker Julian“ Julian Janssen und der Kriminalbiologe Mark Benecke die Earth Night.
Erstmals veröffentlichten die Initiatoren einen Videotrailer zur Earth Night.
Die Landesbank Hessen-Thüringen beteiligte sich mit allen nationalen und internationalen Standorten an der Earth Night 2022. Damit wurde die Earth Night international.
Der brandenburgische Landwirtschafts- und Umweltminister Axel Vogel veröffentlichte auf Vimeo eine Videobotschaft zum Thema Lichtverschmutzung und deren Problematik.

### 2022
Seit 8. Mai 2022 sind der Schauspieler und Umweltaktivist Hannes Jaenicke mit seiner Stiftung Pelorus Jack Foundation sowie für Österreich der Blogger, Wissenschaftsautor und Astronom Florian Freistetter offizielle Unterstützer der Earth Night.